# Walter Foini
Walter Foini (Milano, 23 ottobre 1948) è un cantautore italiano.

## Biografia
Inizia giovanissimo lo studio del pianoforte e da ragazzo, nel 1966, entra nel complesso beat "Le Anime" come cantante.
Nel decennio successivo, dopo aver imparato a suonare la chitarra e il basso, si dedica alla composizione (sua è la musica di L'amoroso, incisa nel 1974 da Orietta Berti, con il testo di Vito Pallavicini), e nel 1975 inizia l'attività solista; l'anno successivo vince il Festival di Castrocaro a pari merito con il complesso dei Collage.
Ottenuto un contratto discografico con la Polydor, nel 1977 consegue un buon successo con il primo album Compro tutto e il 45 giri omonimo.
Compositore delle musiche, si avvale, per la stesura di molti testi delle canzoni dei suoi album, del paroliere Alberto Salerno (figlio di Nisa e marito di Mara Maionchi).
Il 1978 è l'anno della prima partecipazione al Festivalbar, con quella che resta la sua canzone più nota, Una donna...una storia: il brano si piazza al primo posto della hit-parade, risultando uno dei più venduti dell'anno e in seguito, tradotto in spagnolo, diventa un successo anche in America Latina.
Al Festivalbar tornerà nuovamente nel 1979 con Bella d'agosto, nel 1981 con Non va che torno e nel 1982 con Canzone dedicata, abbandonando la collaborazione con Salerno e lavorando con il paroliere Luigi Albertelli.
La pubblicazione di altri brani su 45 giri non ottiene lo stesso riscontro delle precedenti cosicché Foini abbandona l'attività discografica continuando però l'attività live.

## Discografia

### Album in studio
- 1977 - Compro tutto (Polydor)
- 1978 - Una donna, una storia (Polydor, 2448 077)
- 1979 - Faccia di luna (Polydor, 2448 096)
- 1981 - Walter Foini (CGD, 20252)
- 1997 - Walter Foini (Riverrecords)
- 1998 - Walter Foini (DV More Records)

### Singoli
- 1975 - In Via dei Giardini/Entrando nel tuo mondo (Polydor, 2060 108)
- 1976 - Pazza e incosciente/Rita no (Polydor, 2060 124)
- 1977 - Compro tutto/Viaggio (Polydor, 2060 139))
- 1978 - Una donna... Una storia/Cosa dire di noi due (Polydor, 2060 162)
- 1979 - Bella d'agosto/Stupido (Polydor, 2060 205)
- 1979 - Faccia di luna/Dammi una mano (Polydor)
- 1981 - Non va che torno/Canta (CGD)
- 1982 - Canzone dedicata/Ragazza di città (CGD, 10383)
- 1984 - Un domani così/Tu tu tu tu tu tu (CGD)

#### Singoli pubblicati all'estero
- 1978 - Una chica...una historia/Cosa dire di noi due (Hispavox, 45-1836)